# I-71
I-71 (Interstate 71) — межштатная автомагистраль в Соединённых Штатах Америки длиной 343,78 мили (553,26 км). Проходит по территории двух штатов.

## Маршрут магистрали
| Штат  | миль   | км     |
| ----- | ------ | ------ |
| KY    | 97,42  | 156,78 |
| OH    | 248,15 | 399,36 |
| Всего | 345,57 | 556,14 |

### Кентукки
Interstate 71 берёт начало в даунтауне города Луисвилл, на пересечении с магистралями I-64 и I-65. Затем направляется примерно параллельно реке Огайо на северо-восток. У города Уолтона объединяется с I-75 и пересекает окружную дорогу Цинциннати — I-275. После города Ковингтон пересекает реку Огайо и направляется в соседний штат.

### Огайо
В городе Цинциннати I-71 отделяется от I-75 и направляется дальше на запад, затем поворачивает на север, после чего от неё отходит вспомогательная трасса I-471. Далее I-71 снова пересекает I-275 и направляется в сторону столица штата — Колумбуса. Перед Колумбусом пересекает I-270 и направляется в город, где объединяется, а затем разделяется с I-70. У Кливленда пересекает Перевал Огайо, затем заканчивается на пересечении с I-90.

## Основные развязки
- I-75, Цинциннати
- I-70, Колумбус
- I-76, Сивилл
- I-80, Стронгсвилл